# Apseudocnus
Apseudocnus is een geslacht van zeekomkommers uit de familie Cucumariidae.

## Soorten
- Apseudocnus albus Levin, 2006